# ماكسيميليان ميسون

رحلة جديدة إلى إيطاليا، عام 1724.

فرانسيس ماكسيميليان ميسون (حوالي 1650 - 12 يناير 1722) كان في الأصل كاتباً ورحالة فرنسي. ولد في ليون، وفرّ من فرنسا بعد إلغاء مرسوم نانت عام 1685 واستقر في بريطانيا. سافر عبر إيطاليا خلال عامي 1687 و 1688، وفي عام 1691 نشر رحلة جديدة إلى إيطاليا، والذي كان من المقرر أن يكون دليل السفر القياسي لإيطاليا خلال الخمسين عامًا التالية. في عام 1698 نشر عمله الثاني مذكرات وملاحظات كتبها مسافر في إنجلترا، وفي عام 1708 كتابه الأخير رحلة جديدة إلى جزر الهند الشرقية.